# Лазарь (Самадбегишвили)
Епи́скоп Ла́зарь (груз. ეპისკოპოსი ლაზარე, в миру Дми́трий Никола́евич Самадбегишви́ли, груз. დიმიტრი ნიკოლოზის ძე სამადბეგიშვილი; 20 июля 1955 или 20 августа 1955, Тбилиси — 20 ноября 2020, Тбилиси) — епископ Грузинской православной церкви, епископ Боржомский и Бакурианский (2017—2020).

## Биография
7 марта 1982 года был хиротонисан во диакона, а 21 марта того же года — в сан пресвитера. Служил в церквях Тбилиси и Москвы.
С 1995 по 1997 год — ректор Батумской духовной семинарии, после чего был пострижен в монахи.
С 2003 года в сане архимандрита служил в городе Регенсбурге, в Германии.
В 2008 году, служил настоятелем прихода Грузинской православной церкви при храме Вахтанга Горгасали в Мюнхене, Германия.
В 2010 году занимался приходами Западноевропейской епархии Грузинского патриархата в Гамбурге, Граце, Вене, Линце и Копенгагене.
3 июня 2014 года был избран епископом созданной тогда же Австрийской и Германской епархии Грузинского патриархата. 11 июня того же года в кафедральном соборе Светицховели состоялась его епископская хиротония, которую возглавил Католикос-Патриарх всея Грузии Илия II.
2 января 2017 года был переведён на Боржомскую кафедру.
В начале 2018 года грузинский церковный писатель Мирон Сулаквелидзе обвинил епископа Лазаря в вестернизации церкви и хулиганстве.
Осенью 2020 года в ходе лечения от онкологического заболевания ему была сделана операция. В ноябре 2020 года был госпитализирован в связи COVID-19 от последствий которого скончался 20 ноября 2020 года.